# Nyctemera laticina
Nyctemera laticina là một loài bướm đêm thuộc phân họ Arctiinae, họ Erebidae.